# 皇明書畫史
《皇明書畫史》，凡三卷，明代劉璋撰，一說是陳繼儒撰。中國書畫史作品。正德十年（1515年）成書，記載自洪武朝以來善書法、繪畫者370餘人，以帝王至士子分類，書末附畫僧6名。本書流傳甚少。朱謀垔撰《畫史會要》常引用。
明書畫史　明嘉定劉璋著
　按此書輯明代書畫，自御製以迄山林逸士，備載品目。共三卷。抄本（江蘇採輯遺書目錄‧子部,葉36,張昇編本冊4,頁357）